# Leichtathletik-Weltmeisterschaften der Behinderten 1994/Teilnehmer (Schweiz)
| stlisierte Goldmedaille | stlisierte Silbermedaille | stlisierte Bronzemedaille |
| ----------------------- | ------------------------- | ------------------------- |
| 12                      | 9                         | 4                         |

Von Swiss Paralympic, dem Schweizerischen Paralympischen Komitee, wurde eine aus vier Sportlerinnen und dreizehn Sportlern bestehende Delegation zu den Leichtathletik-Weltmeisterschaften der Behinderten 1994 entsandt, die 25 Medaillen errang.

## Ergebnisse

### Frauen
| Athletinnen              | Wettbewerb                | Vorlauf / Vorkampf | Vorlauf / Vorkampf | Halbfinale   | Halbfinale | Finale       | Finale |
| Athletinnen              | Wettbewerb                | Zeit / Weite       | Rang               | Zeit / Weite | Rang       | Zeit / Weite | Rang   |
| ------------------------ | ------------------------- | ------------------ | ------------------ | ------------ | ---------- | ------------ | ------ |
| Ursina Greuter           | 100 m Rennrollstuhl T51   | –                  | –                  | –            | –          | 25,89 s      | 4      |
| Daniela Jutzeler         | 100 m Rennrollstuhl T53   | –                  | –                  | 19,22 s      | 2          | 19,03 s      |        |
| Ursina Greuter           | 200 m Rennrollstuhl T51   | –                  | –                  | –            | –          | 45,36 s      | 5      |
| Daniela Jutzeler         | 200 m Rennrollstuhl T53   | –                  | –                  | 33,52 s      | 2          | 32,59 s      | 4      |
| Ursina Greuter           | 400 m Rennrollstuhl T51   | –                  | –                  | –            | –          | 1:32,12 min  | 4      |
| Daniela Jutzeler         | 200 m Rennrollstuhl T53   | –                  | –                  | 1:02,12 min  | 2          | 1:02,23 min  | 4      |
| Ursina Greuter           | 800 m Rennrollstuhl T51   | –                  | –                  | –            | –          | 3:07,38 min  | 5      |
| Andrea Emmenegger        | 800 m Rennrollstuhl T53   | –                  | –                  | 2:08,61 min  | 4          | 2:08,33 min  | 7      |
| Daniela Jutzeler         | 800 m Rennrollstuhl T53   | –                  | –                  | 2:06,32 min  | 3          | 2:02,45 min  | 6      |
| Ursina Greuter           | 1500 m Rennrollstuhl T51  | –                  | –                  | –            | –          | 6:15,08 min  | 4      |
| Andrea Emmenegger        | 1500 m Rennrollstuhl T53  | –                  | –                  | 4:02,44 min  | 4          | 4:03,22 min  | 9      |
| Daniela Jutzeler         | 1500 m Rennrollstuhl T53  | –                  | –                  | 4:15,25 min  | 3          | 4:02,61 min  | 7      |
| Andrea Emmenegger        | 5000 m Rennrollstuhl T53  | –                  | –                  | 14:10,68 min | 9          |              |        |
| Daniela Jutzeler         | 5000 m Rennrollstuhl T53  | –                  | –                  | –            | –          | 13:53,93 min | 7      |
| Susy Hürlimann-Haldemann | Kugelstoßen Rollstuhl F57 | –                  | –                  | –            | –          | 6,64 m       |        |
| Susy Hürlimann-Haldemann | Diskuswurf Rollstuhl F57  | –                  | –                  | –            | –          | 17,40 m      |        |
| Susy Hürlimann-Haldemann | Speerwurf Rollstuhl F57   | –                  | –                  | –            | –          | 15,66 m      |        |

### Männer
| Athleten                                                   | Wettbewerb                     | Vorlauf / Vorkampf | Vorlauf / Vorkampf | Halbfinale   | Halbfinale | Finale             | Finale   |
| Athleten                                                   | Wettbewerb                     | Zeit / Weite       | Rang               | Zeit / Weite | Rang       | Zeit / Weite       | Rang     |
| ---------------------------------------------------------- | ------------------------------ | ------------------ | ------------------ | ------------ | ---------- | ------------------ | -------- |
| Lukas Christen                                             | 100 m T42                      | –                  | –                  | 13,85 s      | 1          | 13,82 s            |          |
| Urs Kolly                                                  | 100 m T44                      | –                  | –                  | 13,41 s      | 4          | 13,51 s            | 7        |
| Patrick Stoll                                              | 100 m T44                      | –                  | –                  | 13,19 s      | 3          | 13,41 s            | 6        |
| Lukas Christen                                             | 200 m T42                      | –                  | –                  | –            | –          | 28,96 s            |          |
| Patrick Stoll                                              | 200 m T44                      | –                  | –                  | –            | –          | 25,98 s            |          |
| Lukas Christen                                             | 400 m T44                      | –                  | –                  | –            | –          | DNS                | –        |
| Patrick Stoll                                              | 400 m T44                      | –                  | –                  | –            | –          | 1:03,35 min        |          |
| Christoph Sommer                                           | 800 m T46                      | –                  | –                  | 2:11,97 min  | 4          | 2:08,29 min        | 7        |
| Christoph Sommer                                           | 1500 m T46                     | –                  | –                  | –            | –          | 4:32,31 min        | 6        |
| Christoph Sommer, Urs Kolly, Lukas Christen, Patrick Stoll | 4 × 100 m Stab T42-46          | –                  | –                  | –            | –          | 50,17 s            |          |
| Giuseppe Forni                                             | 100 m Rennrollstuhl T50        | –                  | –                  | –            | –          | 24,25 s            |          |
| Giuseppe Forni                                             | 200 m Rennrollstuhl T50        | –                  | –                  | –            | –          | 43,07 s            |          |
| Daniel Bögli                                               | 200 m Rennrollstuhl T53        | 27,71 s            | 2                  | 27,65 s      | 3          | 27,62 s            | 6        |
| Giuseppe Forni                                             | 400 m Rennrollstuhl T50        | –                  | –                  | –            | –          | 1:28,78 min        |          |
| Franz Weber                                                | 400 m Rennrollstuhl T51        | –                  | –                  | 1:12,94 min  | 5          | nicht qualifiziert | 11       |
| Jean-Marc Berset                                           | 400 m Rennrollstuhl T51        | 56,58 s            | 4                  | 57,92 s      | 6          | nicht qualifiziert | 11       |
| Heinz Frei                                                 | 400 m Rennrollstuhl T51        | 55,64 s            | 2                  | 56,41 s      | 3          | 54,70 s            | 4        |
| Daniel Bögli                                               | 400 m Rennrollstuhl T53        | 52,13 s            | 2                  | 52,65 s      | 2          | 51,62 s            | 4        |
| Guido Müller                                               | 400 m Rennrollstuhl T53        | 54,28 s            | 5                  | 54,35 s      | 3          | 53,98 s            | 8        |
| Franz Nietlispach                                          | 400 m Rennrollstuhl T53        | DNS                | –                  | –            | –          | –                  | –        |
| Giuseppe Forni                                             | 800 m Rennrollstuhl T50        | –                  | –                  | –            | –          | 3:05,62 min        |          |
| Franz Weber                                                | 800 m Rennrollstuhl T51        | –                  | –                  | 2:22,65 min  | 2          | [ 2 ]              | –        |
| Jean-Marc Berset                                           | 800 m Rennrollstuhl T52        | –                  | –                  | 1:50,04 min  | 4          | 1:47,78 min        | 6        |
| Heinz Frei                                                 | 800 m Rennrollstuhl T52        | –                  | –                  | 1:48,62 min  | 2          | 1:46,47 min        |          |
| Daniel Bögli                                               | 800 m Rennrollstuhl T53        | [ 3 ]              | [ 3 ]              | 1:44,84 min  | 2          | 1:42,65 min        | 7        |
| Guido Müller                                               | 800 m Rennrollstuhl T53        | 1:49,21 min        | 2                  | [ 4 ]        | [ 4 ]      | nicht qualifiziert | ca. 9-24 |
| Franz Nietlispach                                          | 800 m Rennrollstuhl T53        | 1:41,48 min        | 1                  | 1:39,98 min  | 1          | 1:39,26 min        |          |
| Giuseppe Forni                                             | 1500 m Rennrollstuhl T50       | –                  | –                  | –            | –          | 5:33,12 min        |          |
| Franz Weber                                                | 1500 m Rennrollstuhl T51       | –                  | –                  | 4:30,92 min  | 2          | 4:30,74 min        | 6        |
| Jean-Marc Berset                                           | 1500 m Rennrollstuhl T53       | 3:20,40 min        | 6                  | 3:25,55 min  | 9          | nicht qualifiziert | 27       |
| Heinz Frei                                                 | 1500 m Rennrollstuhl T53       | 3:18,93 min        | 4                  | 3:23,40 min  | 2          | 3:21,39            | 4        |
| Franz Nietlispach                                          | 1500 m Rennrollstuhl T53       | 3:13,23 min        | 1                  | 3:12,81 min  | 1          | 3:19,86 min        |          |
| Giuseppe Forni                                             | 5000 m Rennrollstuhl T50       | –                  | –                  | –            | –          | 18:42,49 min       |          |
| Franz Weber                                                | 5000 m Rennrollstuhl T51       | –                  | –                  | –            | –          | 15:15,30 min       | 4        |
| Jean-Marc Berset                                           | 5000 m Rennrollstuhl T53       | 11:37,13 min       | 5                  | –            | –          | nicht qualifiziert | 16       |
| Heinz Frei                                                 | 5000 m Rennrollstuhl T53       | 11:05,24 min       | 4                  | –            | –          | 11:13,59 min       |          |
| Franz Nietlispach                                          | 5000 m Rennrollstuhl T53       | 11:32,51 min       | 1                  | –            | –          | 11:10,80 min       |          |
| Giuseppe Forni                                             | 10.000 m Rennrollstuhl T50     | –                  | –                  | –            | –          | 40:19,00 min       |          |
| Jean-Marc Berset                                           | 10.000 m Rennrollstuhl T53     | –                  | –                  | 24:02,68 min | 6          | nicht qualifiziert | 14       |
| Heinz Frei                                                 | 10.000 m Rennrollstuhl T53     | –                  | –                  | 23:32,84 min | 6          | DNF                | –        |
| Daniel Bögli, Guido Müller, Heinz Frei, Franz Nietlispach  | 4 × 100 m Rennrollstuhl T52/53 | –                  | –                  | 57,01 s      | 1          | 56,37 s            | 4        |
| Daniel Bögli, Guido Müller, Heinz Frei, Franz Nietlispach  | 4 × 400 m Rennrollstuhl T52/53 | –                  | –                  | –            | –          | 3:27,26 min        |          |
| Kurt Itin                                                  | Kugelstoßen F36                | –                  | –                  | –            | –          | 9,88 m             | 7        |
| Lukas Christen                                             | Weitsprung F42                 | –                  | –                  | –            | –          | 5,26 m             |          |
| Urs Kolly                                                  | Weitsprung F44                 | –                  | –                  | –            | –          | 5,24 m             | 4        |
| Patrick Stoll                                              | Weitsprung F44                 | –                  | –                  | –            | –          | 5,35 m             |          |
| Urs Kolly                                                  | Kugelstoßen F44                | –                  | –                  | –            | –          | 12,28 m            | 7        |
| Urs Kolly                                                  | Diskuswurf F44                 | –                  | –                  | –            | –          | 44,80 m            |          |
| Vince Cavicchia                                            | Fünfkampf T/F56                | –                  | –                  | –            | –          | 4045 Punkte        | 10       |
| Guido Müller                                               | Fünfkampf Rollstuhl T/F56      | –                  | –                  | –            | –          | 4124 Punkte        | 9        |